# Джало, Тиагу
Тиа́гу Эмануэ́л Эмбало́ Джало́ (порт. Tiago Emanuel Embaló Djaló; родился 9 апреля 2000) — португальский футболист, защитник клуба «Ювентус», выступающий на правах аренды за «Порту».

## Клубная карьера
Джало начинал играть в футбол в молодёжных клубах «Метральяс» и «Дамаейнсе». В 2013 году стал игроком молодёжной академии лиссабонского «Спортинга». В феврале 2018 года дебютировал за резервную команду «Спортинга» в матче Второй лиги Португалии против клуба «Академика». Всего в сезоне 2017/18 провёл за «Спортинг B» 12 матчей и забил 1 мяч.
В январе 2019 года перешёл в итальянский «Милан», став игроком молодёжной команды клуба.
1 августа 2019 года Джало был продан во французский клуб «Лилль», подписав пятилетний контракт. 11 августа 2019 года дебютировал за «Лилль» в матче французской Лиги 1 против «Нанта».
Джало переехал в «Порту» 2 сентября 2024 года на сезонную аренду.

## Карьера в сборной
Джало родился в Португалии в семье выходцев из Гвинеи-Бисау. На юношеском уровне выступал за сборные Португалии до 17, до 18 и до 19 лет.

## Достижения
«Лилль»
- Чемпион Франции: 2020/21
- Обладатель Суперкубка Франции: 2021

«Ювентус»
Обладатель кубка Италии 2023/24